# Halowe Mistrzostwa Europy w Lekkoatletyce 1980 – skok wzwyż kobiet
Skok wzwyż kobiet – jedna z konkurencji technicznych rozgrywanych podczas halowych lekkoatletycznych mistrzostw Europy w hali Glaspalast w Sindelfingen.  Rozegrano od razu finał 1 marca 1980. Zwyciężyła reprezentantka Włoch Sara Simeoni, która zwyciężała w tej konkurencji w 1977 i 1978. Tytułu zdobytego na poprzednich mistrzostwach nie obroniła Andrea Mátay Węgier, która tym razem wywalczyła srebrny medal.

## Rezultaty
Rozegrano od razu finał, w którym wzięło udział 12 zawodniczek.

Opracowano na podstawie materiału źródłowego.
| Miejsce | Zawodniczka        | Wynik | Uwagi |
| ------- | ------------------ | ----- | ----- |
| 1       | Sara Simeoni       | 1,95  | CR    |
| 2       | Andrea Mátay       | 1,93  |       |
| 3       | Urszula Kielan     | 1,93  |       |
| 4       | Walentyna Połujko  | 1,90  |       |
| 5       | Petra Wziontek     | 1,87  |       |
| 6       | Alessandra Fossati | 1,87  |       |
| 7       | Ann-Ewa Karlsson   | 1,87  |       |
| 8       | Elżbieta Krawczuk  | 1,84  |       |
| 9       | Christine Soetewey | 1,84  |       |
| 10      | Jelena Popkowa     | 1,84  |       |
| 11      | Ulrike Meyfarth    | 1,80  |       |
| 12      | Sophie Leruste     | 1,75  |       |